# (4083) Jody
(4083) Jody es un asteroide perteneciente al cinturón de asteroides, descubierto el 12 de febrero de 1985 por Carolyn Shoemaker desde el Observatorio del Monte Palomar, Estados Unidos.

## Designación y nombre
Designado provisionalmente como 1985 CV. Fue nombrado Jody en honor a la bibliotecaria de información planetaria "Joan D. (Jody) Swann".